# Coupe d'Irlande féminine de football 2015
Navigation
Édition précédente Édition suivante
La Coupe d'Irlande de football féminin 2015 est la 27e édition de la Coupe d'Irlande féminine de football. Cette compétition est organisée par la Fédération d'Irlande de football. 
Le Wexford Youths Women's AFC remporte pour la toute première fois la compétition en battant en finale le Shelbourne Ladies FC, nouveau nom du Raheny United.

## Déroulement de la compétition
Quatre tours sont organisés pour déterminer le vainqueur de la compétition.

### Nombre d'équipes par divisions et par tour
12 équipes participent à cette édition de la Coupe d'Irlande.

## Premier tour
| Club                           | Score                         | Club                | Lieu de la rencontre |
| ------------------------------ | ----------------------------- | ------------------- | -------------------- |
| Shelbourne LFC moins de 18 ans | 3-2                           | Cork City Womens FC |                      |
| St Catherine's LFC             | 1-4                           | Galway WFC          |                      |
| Kilmallock United              | les deux équipes sont forfait | Lifford Ladies      |                      |

Castlebar Celtic FC est qualifié directement pour le deuxième tour

## Quarts de finale
| Club                           | Score | Club                       | Lieu de la rencontre |
| ------------------------------ | ----- | -------------------------- | -------------------- |
| UCD Waves                      | 2-4   | Wexford Youths Women's AFC |                      |
| Peamount United                | 2-1   | Galway WFC                 |                      |
| Shelbourne LFC moins de 18 ans | 4-0   | Castlebar Celtic FC        |                      |

## Demi-finales
| Demi-finale 1 | Wexford Youths Women's AFC | 6-2 | Peamount United |  |  |
|               |                            |     |                 |  |  |

| Demi-finale 2 | Shelbourne LFC | 4-0 | Shelbourne LFC moins de 18 ans |  |  |
|               |                |     |                                |  |  |

## Finale
| Finale | Shelbourne LFC | 2-2 | Wexford Youths Women's AFC | Aviva Stadium |  |
|        |                |     |                            |               |  |
| 2      | Tirs au but    | 4   |                            |               |  |